# Streblosa polyantha
Streblosa polyantha är en måreväxtart som beskrevs av Pieter Willem Korthals. Streblosa polyantha ingår i släktet Streblosa och familjen måreväxter. Inga underarter finns listade i Catalogue of Life.